# Meta milleri
Meta milleri là một loài nhện trong họ Tetragnathidae.
Loài này thuộc chi Meta. Meta milleri được miêu tả năm 1942 bởi Kratochvíl.